# قنطورس (كوكبة)
قِنْطُورَس أو قِنْطَاورس أو الظُّلْمان (باللاتينية: Centaurus) كوكبة فلكية كبيرة تمتد إلى الجنوب من كوكبة الشجاع أو حية الماء (Hydra).
يؤلف مثلث النجوم θ (منكب قنطورس) وι [الإنجليزية] وν [الإنجليزية] رأس قنطورس وتؤلف النجوم الجنوبية بما فيها النجوم الساطعة رجل قنطورس (α) والوزن (β)، قدم قنطور. قنطورس هو مخلوق أسطوري، نصف بشري، ونصف فَرَس.
في وسط الكوكبة يوجد النظام المعروف المكون من الثلاثي رجل قنطورس أو ألفا قنطورس مع أقرب نجم للشمس قنطورس الأقرب.
تمر مجرة درب التبانة في الجزء الجنوبي من قنطورس. هذه المنطقة غنية بالنجوم والسُّدُم. أوميغا قنطورس هو ألمع الحشود أو العناقيد الكروية النجمية في السماء.